# Uganda International 2024
Die Uganda International 2024 im Badminton fanden vom 3. bis zum 6. Oktober 2024 in Kampala statt.

## Sieger und Platzierte
| Disziplin    | Gold                                               | Silber                                | Bronze                                                      |
| ------------ | -------------------------------------------------- | ------------------------------------- | ----------------------------------------------------------- |
| Herreneinzel | B. M. Rahul Bharadwaj                              | Manraj Singh                          | Aditya Gupta                                                |
| Herreneinzel | B. M. Rahul Bharadwaj                              | Manraj Singh                          | Naren Shankar Iyer                                          |
| Dameneinzel  | Loh Zhi Wei                                        | Shreya Lele                           | Era Maftuha                                                 |
| Dameneinzel  | Loh Zhi Wei                                        | Shreya Lele                           | Farza Nazrin                                                |
| Herrendoppel | Nithin H. V. Venkata Harsha Vardhan Ra Veeramreddy | Abinash Mohanty Ayush Pattanayak      | Vaibhav B. S. Kavin Thangam Kavin                           |
| Herrendoppel | Nithin H. V. Venkata Harsha Vardhan Ra Veeramreddy | Abinash Mohanty Ayush Pattanayak      | Agil Gabilov Dicky Dwi Pangestu                             |
| Damendoppel  | Gayatri Rawat Mansa Rawat                          | Nidhi Desai Sreeyuktha Sreejith Parol | Aminath Nabeeha Abdul Razzaq Fathimath Nabaaha Abdul Razzaq |
| Damendoppel  | Gayatri Rawat Mansa Rawat                          | Nidhi Desai Sreeyuktha Sreejith Parol | Olivia Nakajja Meble Namakoye                               |
| Mixed        | Ashraf Daniel Md Zakaria Lim Xuan                  | Andy Yew Tung Kok Loh Zhi Wei         | Mohit Jaglan Lakshita Jaglan                                |
| Mixed        | Ashraf Daniel Md Zakaria Lim Xuan                  | Andy Yew Tung Kok Loh Zhi Wei         | Bokka Navaneeth Ritika Thaker                               |